# Hornitos (Kalifornija)
Hornitos je naseljeno područje za statističke svrhe u američkoj saveznoj državi Kalifornija. Prema popisu stanovništva iz 2010. u njemu je živjelo 75 stanovnika.